# Ka'Deem Carey
Ka'Deem Carey (Tucson, 30 ottobre 1992) è un giocatore di football americano statunitense che gioca nel ruolo di running back per i Calgary Stampeders della Canadian Football League (CFL). Fu scelto nel corso del quarto giro (117º assoluto) del Draft NFL 2014. Al college giocò a football all'Università dell'Arizona.

## Carriera universitaria
Dopo aver giocato a football per la Canyon del Oro High School di Oro Valley, presso la quale corse per 2.738 yard e 45 touchdown in 224 portate nel suo anno da junior, aiutando la sua squadra a conseguire un record di 14-0 ed a conquistare il campionato statale 4A-I, Carey accettò la borsa di studio offertagli da Arizona.
Nel suo primo anno collegiale, egli corse in 11 gare per 425 yard e 6 touchdown in 91 portate, mettendosi inoltre in luce anche negli special team nei quali ritornò 26 tentativi per 549 yard, facendo tra l'altro segnare i record atenei di ritorni di kickoff (9) e yard su ritorno di kickoff (197) nel match contro Oregon. L'anno seguente, prendendo parte a 13 incontri, stabilì altri due record di Arizona, correndo in 303 portate per 1.929 yard e 23 touchdown che gli valsero l'inserimento nel First-team All-American, nel First-team All-Pac-12 e l'assegnazione del College Football Performance Award quale miglior running back dell'anno a livello nazionale. Sempre nella stessa stagione, nel mese di novembre, Carey aveva inoltre stabilito con 366 yard il nuovo record della Pac-12 Conference in yard corse in una singola gara.
Dopo esser stato accusato, nel gennaio 2013, di violenza domestica dalla sua ex-fidanzata incinta (accuse poi ritirate nel mese di giugno, dalle quali si era tra l'altro dichiarato innocente), Carey fu protagonista di un'altra stagione da protagonista, nella quale corse per 1.716 yard e 17 touchdown in 322 portate, dopo aver saltato per squalifica il primo incontro dell'anno. A fine anno fu poi nuovamente inserito nel First-team All-American e nel First-team All-Pac-12 oltre ad essere eletto Giocatore Offensivo dell'Anno della Pac-12.

### Università
- AdvoCare V100 Bowl Champions: 1

Arizona Wildcats: 2013
- New Mexico Bowl: 1

Arizona Wildcats: 2012

### Individuale
- Giocatore Offensivo dell'Anno della Pac-12: 1

2013
- First-team All-American: 2

2012, 2013
- First-team All-Pac-12: 2

2012, 2013
- College Football Performance Award - Running back dell'Anno: 1

2012

## Carriera professionistica

### Chicago Bears
Carey era considerato uno dei migliori running back in vista del Draft NFL 2014 ed era pronosticato per esser scelto nel terzo giro. Fu scelto nel corso del quarto giro dai Chicago Bears. Debuttò come professionista subentrando nella settimana 1 contro i Buffalo Bills e correndo una volta per 4 yard. La sua prima stagione si chiuse con 158 yard su 36 tentativi in 14 presenze, nessuna delle quali come titolare.

## Statistiche
| Partite totali      | 14  |
| Partite da titolare | 0   |
| Yard su corsa       | 158 |
| Touchdown su corsa  | 0   |

Statistiche aggiornate alla stagione 2014